# 宇佐市
宇佐市（うさし）は、大分県の北部、国東半島の付け根に位置する市。
全国4万社余りの八幡宮の総本宮である宇佐神宮があり、特に正月には全国からの初詣客でにぎわう。また本願寺別院（東西とも）も規模が大きく、鳥居前町／門前町を形成している。市内には他にも観光名所があり、県内有数の観光都市となっている。

## 地理
旧豊前国の南東端に位置し、旧豊後国との境界に位置する。北は周防灘に面し、西は同じ大分県の中津市、南は玖珠町と由布市、東は杵築市と豊後高田市にそれぞれ隣接している。また交通の要衝で、鉄道はJR九州日豊本線、幹線道路は国道10号や宇佐別府道路が通り、東九州自動車道を経由して大分市や別府市、佐伯市へのアクセスも容易である。
宇佐神宮の鳥居前町として発展した宇佐地区（特に南宇佐）、本願寺別院の門前町として発展した四日市地区、港町として発展した長洲地区の3地区が、伝統的に経済的・文化的中心地である。これ以外はほぼ全域が農村地域であり、県下最大の穀倉地帯となっている。

### 経済圏・生活圏
経済的に隣接する中津市との関係が深く、中津市を中心とする中津都市圏の都市雇用圏（10%通勤圏）に属する。一方、大分市を中心とする大分都市圏や、福岡県北九州市を中心とする北九州都市圏には属さない。
宇佐市を通過する高速道路である東九州自動車道および並行する一般国道自動車専用道路は、大分方面は1994年に宇佐別府道路宇佐IC-院内ICが開通して大分ICまでが全通していたが、北九州方面も2015年3月1日に豊前IC-宇佐IC間が開通。さらに、2016年4月24日には北九州JCTまで全通した。
2005年3月31日に合併する以前から、旧宇佐市と院内町、安心院町との結びつきは強く、院内町、安心院町がいずれも「院」の字を含むことから、これらの1市2町は総称して宇佐両院（うさりょういん）と呼ばれていた。

### 気候
| 院内（1991年 - 2020年）の気候      | 院内（1991年 - 2020年）の気候 | 院内（1991年 - 2020年）の気候 | 院内（1991年 - 2020年）の気候 | 院内（1991年 - 2020年）の気候 | 院内（1991年 - 2020年）の気候 | 院内（1991年 - 2020年）の気候 | 院内（1991年 - 2020年）の気候 | 院内（1991年 - 2020年）の気候 | 院内（1991年 - 2020年）の気候 | 院内（1991年 - 2020年）の気候 | 院内（1991年 - 2020年）の気候 | 院内（1991年 - 2020年）の気候 | 院内（1991年 - 2020年）の気候 |
| 月                                 | 1月                           | 2月                           | 3月                           | 4月                           | 5月                           | 6月                           | 7月                           | 8月                           | 9月                           | 10月                          | 11月                          | 12月                          | 年                            |
| ---------------------------------- | ----------------------------- | ----------------------------- | ----------------------------- | ----------------------------- | ----------------------------- | ----------------------------- | ----------------------------- | ----------------------------- | ----------------------------- | ----------------------------- | ----------------------------- | ----------------------------- | ----------------------------- |
| 最高気温記録 °C （°F）             | 21.8 (71.2)                   | 26.1 (79)                     | 27.5 (81.5)                   | 31.4 (88.5)                   | 33.0 (91.4)                   | 35.9 (96.6)                   | 37.8 (100)                    | 37.6 (99.7)                   | 35.1 (95.2)                   | 32.1 (89.8)                   | 28.4 (83.1)                   | 24.5 (76.1)                   | 37.8 (100)                    |
| 平均最高気温 °C （°F）             | 9.4 (48.9)                    | 10.5 (50.9)                   | 14.2 (57.6)                   | 19.8 (67.6)                   | 24.5 (76.1)                   | 26.8 (80.2)                   | 30.9 (87.6)                   | 31.7 (89.1)                   | 27.6 (81.7)                   | 22.6 (72.7)                   | 17.2 (63)                     | 11.7 (53.1)                   | 20.6 (69.1)                   |
| 日平均気温 °C （°F）               | 4.0 (39.2)                    | 4.9 (40.8)                    | 8.3 (46.9)                    | 13.4 (56.1)                   | 18.2 (64.8)                   | 21.8 (71.2)                   | 25.8 (78.4)                   | 26.4 (79.5)                   | 22.5 (72.5)                   | 16.7 (62.1)                   | 11.0 (51.8)                   | 5.9 (42.6)                    | 14.9 (58.8)                   |
| 平均最低気温 °C （°F）             | −0.7 (30.7)                   | −0.4 (31.3)                   | 2.5 (36.5)                    | 7.1 (44.8)                    | 12.4 (54.3)                   | 17.6 (63.7)                   | 21.9 (71.4)                   | 22.3 (72.1)                   | 18.5 (65.3)                   | 11.7 (53.1)                   | 5.7 (42.3)                    | 0.9 (33.6)                    | 10.0 (50)                     |
| 最低気温記録 °C （°F）             | −8.3 (17.1)                   | −9.0 (15.8)                   | −8.6 (16.5)                   | −3.2 (26.2)                   | 0.7 (33.3)                    | 6.2 (43.2)                    | 12.4 (54.3)                   | 15.0 (59)                     | 5.6 (42.1)                    | −0.6 (30.9)                   | −3.8 (25.2)                   | −7.5 (18.5)                   | −9.0 (15.8)                   |
| 降水量 mm （inch）                 | 59.5 (2.343)                  | 70.7 (2.783)                  | 106.2 (4.181)                 | 114.7 (4.516)                 | 130.5 (5.138)                 | 302.4 (11.906)                | 307.2 (12.094)                | 178.5 (7.028)                 | 220.7 (8.689)                 | 115.8 (4.559)                 | 69.0 (2.717)                  | 53.9 (2.122)                  | 1,729.1 (68.075)              |
| 平均降水日数 （≥1.0 mm）           | 8.4                           | 8.7                           | 11.2                          | 9.9                           | 9.3                           | 13.7                          | 12.6                          | 10.1                          | 10.8                          | 7.5                           | 8.0                           | 7.6                           | 117.5                         |
| 平均月間日照時間                   | 127.5                         | 130.2                         | 159.0                         | 181.7                         | 191.4                         | 127.8                         | 162.7                         | 187.8                         | 141.9                         | 161.1                         | 141.7                         | 129.0                         | 1,841.8                       |
| 出典1：Japan Meteorological Agency |                               |                               |                               |                               |                               |                               |                               |                               |                               |                               |                               |                               |                               |
| 出典2：気象庁                      |                               |                               |                               |                               |                               |                               |                               |                               |                               |                               |                               |                               |                               |

### 隣接している市町村
全て大分県
- 別府市
- 中津市
- 豊後高田市
- 杵築市
- 由布市
- 速見郡日出町
- 玖珠郡玖珠町

### 地名
長洲地区のいくつかの町を除き全域が明治以来の大字を継承している。平成の大合併の旧院内町・安心院町は大字の前に旧町名を冠している。
- 北宇佐（宇佐町）
- 小向野（宇佐町）
- 高森（宇佐町）
- 南宇佐（宇佐町）
- 青森（封戸村→宇佐町）
- 苅宇田（封戸村→宇佐町）
- 西木（封戸村→宇佐町）
- 立石（封戸村→宇佐町）
- 東大堀（封戸村→宇佐町）
- 横田（封戸村→宇佐町）
- 出光（北馬城村→宇佐町）
- 岩崎（北馬城村→宇佐町）
- 江熊（北馬城村→宇佐町）
- 金丸（北馬城村→宇佐町）
- 西屋敷（北馬城村→宇佐町）
- 橋津（北馬城村→宇佐町）
- 日足（北馬城村→宇佐町）
- 山（北馬城村→宇佐町）
- 両戒（北馬城村→宇佐町）
- 和気（北馬城村→宇佐町）
- 石田（四日市町）
- 葛原（四日市町）
- 城井（四日市町）
- 吉松（四日市町）
- 四日市（四日市町）
- 上敷田（天津村→四日市町）
- 上庄（天津村→四日市町）
- 下敷田（天津村→四日市町）
- 下庄（天津村→四日市町）
- 富山（天津村→四日市町）
- 中敷田（天津村→四日市町）
- 南敷田（天津村→四日市町）
- 宮熊（天津村→四日市町）
- 赤尾（長峰村→四日市町）
- 今仁（長峰村→四日市町）
- 大根川（長峰村→四日市町）
- 木部（長峰村→四日市町）
- 佐野（長峰村→四日市町）
- 清水（長峰村→四日市町）
- 今成（横山村→四日市町）
- 上元重（横山村→四日市町）
- 木内（横山村→四日市町）
- 黒（横山村→四日市町）
- 下元重（横山村→四日市町）
- 末（横山村→四日市町）
- 中（横山村→四日市町）
- 山下（横山村→四日市町）
- 山袋（横山村→四日市町）
- 麻生（麻生村→四日市町）
- 岳の首（麻生村→四日市町）
- 灘（麻生村→四日市町）
- 山口（麻生村→四日市町）
- 上高（糸口村→四日市町）
- 上時枝（糸口村→四日市町）
- 猿渡（糸口村→四日市町）
- 下高（糸口村→四日市町）
- 下時枝（糸口村→四日市町）
- 上高家（高家村→四日市町）
- 下高家（高家村→四日市町）
- 西高家（高家村→四日市町）
- 浜高家（高家村→四日市町）
- 東高家（高家村→四日市町）
- 荒木（八幡村→四日市町）
- 乙女新田（八幡村→四日市町）
- 尾永井（八幡村→四日市町）
- 上乙女（八幡村→四日市町）
- 下乙女（八幡村→四日市町）
- 森山（八幡村→四日市町）
- 金屋（長洲町）
- 長洲（長洲町）
- 江須賀（柳ヶ浦町→長洲町）
- 郡中新田（柳ヶ浦町→長洲町）
- 順風新田（柳ヶ浦町→長洲町）
- 住江（柳ヶ浦町→長洲町）
- 高砂新田（柳ヶ浦町→長洲町）
- 神子山新田（柳ヶ浦町→長洲町）
- 岩保新田（和間村→長洲町）
- 北鶴田新田（和間村→長洲町）
- 久兵衛新田（和間村→長洲町）
- 佐々礼（和間村→長洲町）
- 西大堀（和間村→長洲町）
- 蜷木（和間村→長洲町）
- 松崎（和間村→長洲町）
- 南鶴田新田（和間村→長洲町）
- 沖須町1丁目～3丁目（1954年、江須賀より独立）
- 貴船町1丁目～2丁目（1954年、江須賀より独立）
- 子安町1丁目～4丁目（1954年、江須賀より独立）
- 住吉町1丁目～3丁目（1954年、江須賀より独立）
- 上田（駅館村→駅川町）
- 辛島（駅館村→駅川町）
- 川部（駅館村→駅川町）
- 閤（駅館村→駅川町）
- 芝原（駅館村→駅川町）
- 畑田（駅館村→駅川町）
- 法鏡寺（駅館村→駅川町）
- 上矢部（西馬城村→駅川町）
- 熊（西馬城村→駅川町）
- 下矢部（西馬城村→駅川町）
- 正覚寺（西馬城村→駅川町）
- 大塚（豊川村→駅川町）
- 上拝田（豊川村→駅川町）
- 下拝田（豊川村→駅川町）
- 中原（豊川村→駅川町）
- 樋田（豊川村→駅川町）
- 別府（豊川村→駅川町）
- 山本（豊川村→駅川町）

院内町
- 落狩倉（院内村）
- 景平（院内村）
- 斎藤（院内村）
- 定別当（院内村）
- 大門（院内村）
- 月俣（院内村）
- 宮原（院内村）
- 大副（東院内村）
- 五名（東院内村）
- 副（東院内村）
- 原口（東院内村）
- 日岳（東院内村）
- 二日市（東院内村）
- 御沓（東院内村）
- 山城（東院内村）
- 大坪（南院内村）
- 岡（南院内村）
- 荻迫（南院内村）
- 上余（南院内村）
- 上恵良（南院内村）
- 上納持（南院内村）
- 来鉢（南院内村）
- 栗山（南院内村）
- 小平（南院内村）
- 下余（南院内村）
- 下恵良（南院内村）
- 滝貞（南院内村）
- 田所（南院内村）
- 田平（南院内村）
- 台（南院内村）
- 土岩屋（南院内村）
- 西椎屋（南院内村）
- 温見（南院内村）
- 野地（南院内村）
- 羽馬礼（南院内村）
- 平原（南院内村）
- 和田（南院内村）
- 沖（両川村）
- 小坂（両川村）
- 北山（両川村）
- 櫛野（両川村）
- 香下（両川村）
- 新洞（両川村）
- 広瀬（両川村）
- 大重見（高並村）
- 小野川内（高並村）
- 上船木（高並村）
- 小稲（高並村）
- 下船木（高並村）
- 高並（高並村）

安心院町
- 折敷田（安心院町）
- 上市（安心院町）
- 木裳（安心院町）
- 下毛（安心院町）
- 荘（安心院町）
- 妻垣（安心院町）
- 戸方（安心院町）
- 新原（安心院町）
- 原（安心院町）
- 飯田（安心院町）
- 古市（安心院町）
- 熊（西馬城村）
- 正覚寺（西馬城村）
- 平ヶ倉（西馬城村）
- 田ノ口（竜王村→安心院町）
- 大仏（竜王村→安心院町）
- 辻（竜王村→安心院町）
- 恒松（竜王村→安心院町）
- 竜王（竜王村→安心院町）
- 今井（竜王村→深見村）
- 有徳原（竜王村→深見村）
- 大（竜王村→深見村）
- 鳥越（竜王村→深見村）
- 中山（竜王村→深見村）
- 西衲（竜王村→深見村）
- 野山（竜王村→深見村）
- 森（竜王村→深見村）
- 筌ノ口（明治村→深見村）
- 上内河野（明治村→深見村）
- 川底（明治村→深見村）
- 境ノ坪（明治村→深見村）
- 下内河野（明治村→深見村）
- 新貝（明治村→深見村）
- 寒水（明治村→深見村）
- 村部（明治村→深見村）
- 畳石（明治村→深見村）
- 番木（明治村→深見村）
- 平山（明治村→深見村）
- 広連（明治村→深見村）
- 福貴野（明治村→深見村）
- 舟板（明治村→深見村）
- 仏木（明治村→深見村）
- 水車（明治村→深見村）
- 元（明治村→深見村）
- 矢畑（明治村→深見村）
- 山ノ口（明治村→深見村）
- 内川野（佐田村）
- 大見尾（佐田村）
- 且尾（佐田村）
- 久井田（佐田村）
- 口ノ坪（佐田村）
- 笹ヶ平（佐田村）
- 佐田（佐田村）
- 塔尾（佐田村）
- 広谷（佐田村）
- 古川（佐田村）
- 房ヶ畑（佐田村）
- 矢崎（佐田村）
- 矢津（佐田村）
- 山蔵（佐田村）
- 板場（津房村）
- 尾立（津房村）
- 萱篭（津房村）
- 川崎（津房村）
- 五郎丸（津房村）
- 楢本（津房村）
- 東恵良（津房村）
- 東椎屋（津房村）
- 松本（津房村）
- 六郎丸（津房村）
- 若林（津房村）
- 南畑（南端村）

## 歴史

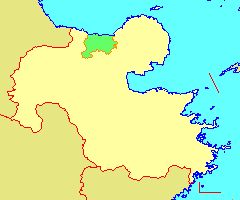
1967年の市域

### 近代以前
律令下での行政区分は豊前国宇佐郡（ぶぜんのくに・うさごおり／現在の宇佐市のほぼ全域）。記紀にも、神武天皇が東征の途中で宇佐（『古事記』では「宇沙」、『日本書紀』では「菟狭」）に立ち寄った際、在地の豪族で宇佐国造（宇佐氏）の遠祖であるウサツヒコ（『古事記』では「宇沙都比古」、『日本書紀』では「菟狭津彦」）、ウサツヒメ（『古事記』では「宇沙都比売」、『日本書紀』では「菟狭津媛」）がアシヒトツアガリノミヤ（『古事記』では「足一騰宮」、『日本書紀』では「一柱騰宮」）を造って歓待したというかたちで登場している。
伝統的に宇佐神宮の勢力が強かったこともあり、大勢力となるような武士は現れなかった。中世には佐田氏、赤尾氏、麻生氏、時枝氏、中島氏ほかの小規模国人が割拠する状態で、この地方を統一するほどの武士は出現していない。宇佐郡代を務めた佐田氏が最大勢力ではあり、宇佐郡衆としてまとまって行動することもあったものの（門司合戦、耳川の戦いなど）、基本的にはそれぞれが独立勢力であった。ただ宇佐郡の武士団にとって宇佐神宮への祭祀だけは大事な役目であったようである。
戦国時代になると当初は大内氏の勢力下に置かれ、大内氏滅亡後は大友氏に従った。いずれの勢力も豊前・豊後国境に近い龍王城（現・安心院町龍王）や妙見嶽城を重視し、特に妙見嶽城には大内方からは杉氏、大友方からは田原親賢といった有力武将が送り込まれた。大友・大内が豊前の覇権を巡って激突する際には、たいてい妙見嶽城が最前線となり、そのたびに宇佐郡衆が妙見嶽城に登っている。島津氏に豊後府内を追われた大友吉統が、最終的には妙見嶽城の田原親盛を頼ってここに籠城し、その最終防衛線として機能した。もっとも、この時点で宇佐郡衆でも大友方に残ったのは佐田氏くらいであり、他は秋月氏や島津氏に内通していた。
安土桃山時代の豊臣秀吉による九州征伐によって豊前国が黒田孝高の領分になると、宇佐郡もほぼ全体が中津城を築城した黒田氏に与えられた。ただし戦略的要地である妙見嶽城・龍王城とその直接支配地域は豊臣政権の蔵入地とされた。のちに龍王城には細川氏が入り、高田城に移った後に破却された。妙見嶽城も大友氏改易と前後して破却されたようである。
江戸時代には天領、中津藩領、島原藩領飛び地、宇佐神宮の神領が混在した。特に四日市地区には天領日田の代官所（四日市陣屋）が置かれた他、東西本願寺の別院（真宗大谷派四日市別院〈東別院〉・本願寺四日市別院〈西別院〉）が置かれ、一時は「九州御坊」として九州全体を管轄していた。
江戸時代末期（幕末）には豊前四日市陣屋（現在の宇佐市四日市地区）で、佐田秀率いる花山院隊を名乗る部隊が蜂起した。佐田らは四日市陣屋から大砲等を強奪したあと御許山に立て籠もり、長州藩との連携を模索したが、逆にこれを迷惑がった長州藩兵によって急襲・鎮圧された（御許騒動）。

### 近現代
西南戦争時には隣接する中津市で蜂起した中津隊（西郷軍）の影響で大規模な一揆が発生している。廃藩置県後の所属県は(1)中津県（旧中津藩領と統合）→(2)小倉県（北九州の小倉県に旧豊前一帯が編入）→(3)大分県（旧中津県を分離し旧豊後一帯の大分県に編入）の順に変化し、現在に至る。
現在も使われている日出生台演習場への弾薬輸送基地として、かつては国鉄豊前善光寺駅から旧宇佐郡院内町方面へ豊州鉄道が走っていた。廃線後も駅館川鉄橋の橋脚などが残っていたが、現在は撤去されている。太平洋戦争中は平野部に宇佐海軍航空隊が設置され、戦争末期には一大特攻基地となる。このため米軍のB-29や戦闘機による空襲を受けた。

### 行政区域の変遷

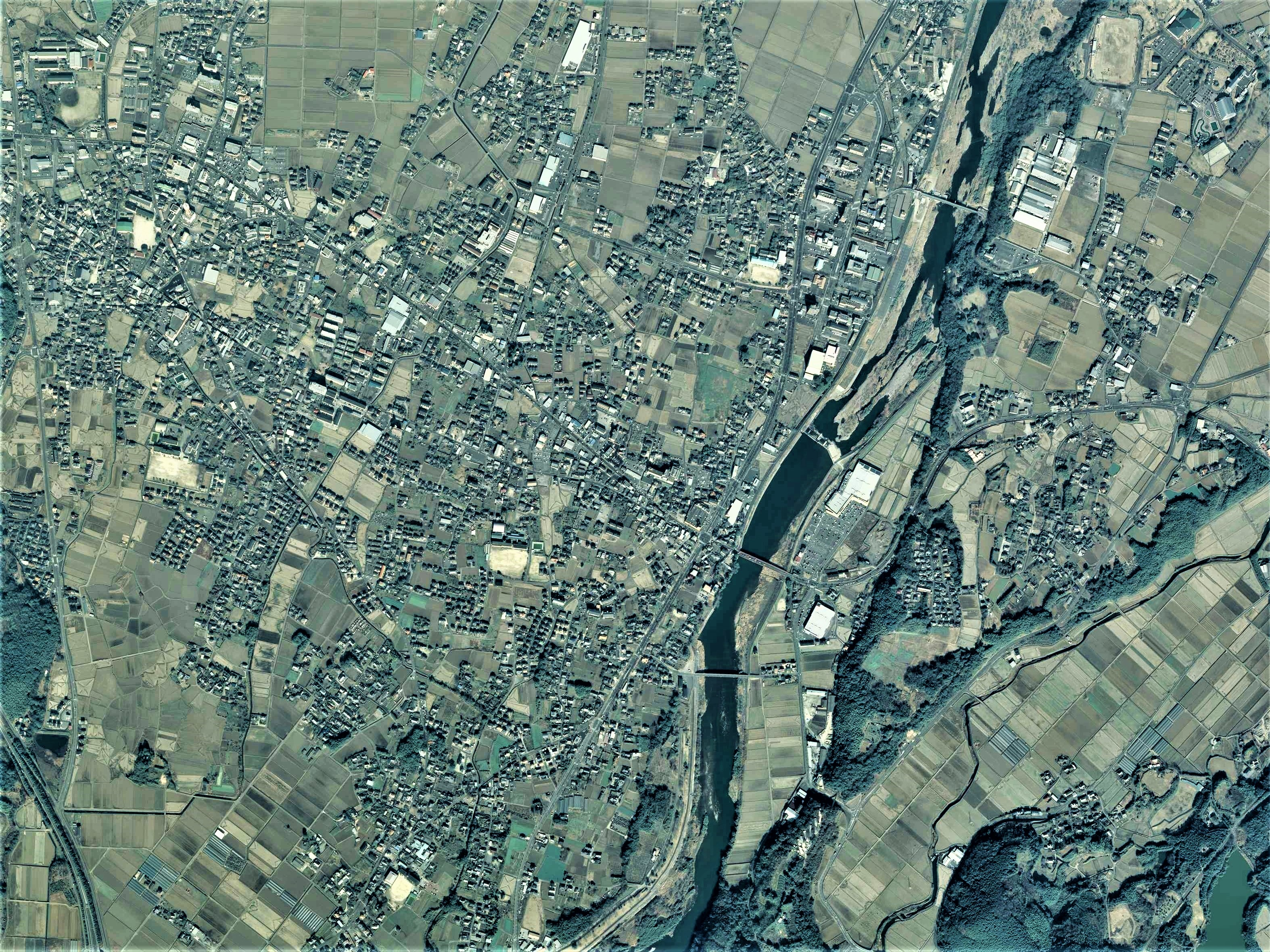
宇佐市役所周辺の空中写真。
2013年1月12日撮影の2枚を合成作成。。

- 1889年（明治22年）4月1日 - 町村制施行により、宇佐郡に、現在の市域にあたる以下の町村が発足。
  - 宇佐町、北馬城村、封戸村、長洲村、柳ヶ浦村、和間村、竜王村、駅館村、西馬城村、豊川村、四日市村、麻生村、横山村、糸口村、天津村、八幡村、高家村、長峰村、院内村、両川村、高並村、東院内村、南院内村、安心院村、明治村、佐田村、津房村
- 1891年（明治24年）5月24日 - 長洲村が町制施行により長洲町となる。
- 1891年（明治24年）11月2日 - 四日市村が町制施行により四日市町となる。
- 1938年（昭和13年）10月1日 - 安心院村が町制施行により安心院町となる。
- 1940年（昭和15年）7月1日 - 柳ヶ浦村が町制施行により柳ヶ浦町となる。
- 1951年（昭和26年）4月1日
  - 明治村・竜王村の一部が新設合併し、深見村が発足する。
  - 竜王村の残部が安心院町に編入される（竜王村は消滅）。
- 1954年（昭和29年）3月31日
  - 駅館村・西馬城村・豊川村が新設合併し、駅川村が発足。
  - 四日市町・麻生村・横山村・糸口村・天津村・八幡村・高家村・長峰村が新設合併し、新たに四日市町が発足する。
- 1955年（昭和30年）1月1日
  - 院内村・両川村・高並村・東院内村・南院内村が新設合併し、新たに院内村が発足する。
  - 安心院町・深見村・佐田村・津房村が新設合併し、新たに安心院町が発足する。同時に駅川村の一部を安心院町に編入する。
- 1955年（昭和30年）3月31日
  - 宇佐町・北馬城村・封戸村の一部が新設合併し、新たに宇佐町が発足する。封戸村の他の地域は豊後高田市へ編入される。
  - 長洲町・柳ヶ浦町・和間村が新設合併し、新たに長洲町が発足する。
  - 速見郡南端村の一部を安心院町に編入する。
- 1955年（昭和30年）8月1日 - 駅川村が町制を施行し、駅川町となる。
- 1960年（昭和35年）10月1日 - 院内村が町制を施行し、院内町となる。
- 1967年（昭和42年）4月1日 - 宇佐町・駅川町・四日市町・長洲町が新設合併、市制を施行し、新たに宇佐市が発足する。
- 1970年（昭和45年）10月20日 - 「宇佐市歌」（作詞：竹下数馬、作曲：遊佐直司）を制定。
- 2005年（平成17年）3月31日 - 宇佐市・院内町・安心院町が新設合併し、新たに宇佐市が発足する。同時に宇佐郡が消滅する。
- 2008年（平成20年）3月15日 - 新愛唱歌「未来色の風」（作詞・作曲：髙﨑茂直）が宇佐市コーラスフェスティバル実行委員会から市に寄贈される。

## 行政

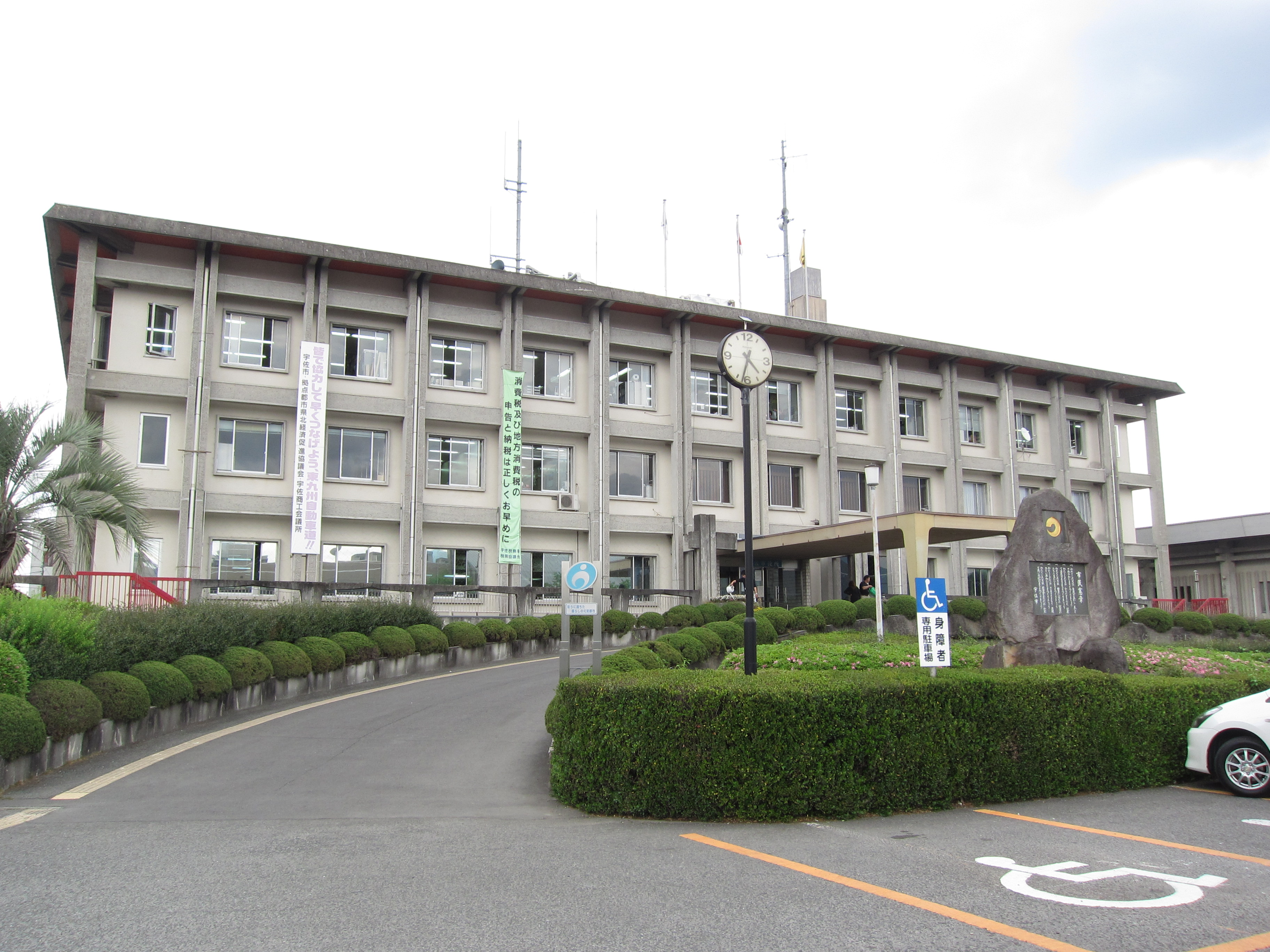
旧宇佐市役所（2011年5月）

2020年（令和2年）1月6日に市役所新庁舎が開庁し、周辺では新別館を除く、旧本館、旧別館、旧議会棟、旧教育委員会棟が解体された。

### 市長
- 市長：後藤竜也（2025年4月24日就任、1期目）

| 代    | 氏名     | 就任年月日    | 退任年月日    |
| ----- | -------- | ------------- | ------------- |
| 初代  | 時枝正昭 | 2005年4月24日 | 2009年4月23日 |
| 2-4代 | 是永修治 | 2009年4月24日 | 2025年4月23日 |
| 5代   | 後藤竜也 | 2025年4月24日 | 現職          |

### 議会
定数：21

### 国の行政機関
- 大分地方法務局宇佐支局
- 熊本国税局宇佐税務署
- 大分労働局宇佐公共職業安定所

### 県の行政機関
- 北部振興局
- 宇佐土木事務所

### 警察
- 宇佐警察署
  - 交番
    - 四日市交番 - 大字四日市
    - 長洲交番 - 大字長洲

  - 駐在所
    - 糸口警察官駐在所 - 大字下時枝
    - 天津警察官駐在所 - 大字下敷田
    - 長峰警察官駐在所 - 大字大根川
    - 宇佐警察官駐在所 - 大字南宇佐
    - 岩崎警察官駐在所 - 大字岩崎
    - 院内警察官駐在所 - 院内町原口
    - 両川警察官駐在所 - 院内町櫛野
    - 安心院警察官駐在所 - 安心院町下毛
    - 津房警察官駐在所 - 安心院町六郎丸

## 経済

### 宇佐市に本社を置く主要企業
- 三和酒類
- 本多産建
- ニシノユニティ

## 地域

### 人口
| |                                        |  |
| 宇佐市と全国の年齢別人口分布（2005年） | 宇佐市の年齢・男女別人口分布（2005年） |  |
| ■紫色 ― 宇佐市 ■緑色 ― 日本全国 | ■青色 ― 男性 ■赤色 ― 女性              |  |
| 宇佐市（に相当する地域）の人口の推移 \| 1970年（昭和45年） \| 71,020人 \| \| \| 1975年（昭和50年） \| 67,777人 \| \| \| 1980年（昭和55年） \| 67,811人 \| \| \| 1985年（昭和60年） \| 67,960人 \| \| \| 1990年（平成2年） \| 65,541人 \| \| \| 1995年（平成7年） \| 63,819人 \| \| \| 2000年（平成12年） \| 62,349人 \| \| \| 2005年（平成17年） \| 60,809人 \| \| \| 2010年（平成22年） \| 59,008人 \| \| \| 2015年（平成27年） \| 56,258人 \| \| \| 2020年（令和2年） \| 52,771人 \| \| |                                        |  |
| 総務省統計局 国勢調査より |                                        |  |
| 1970年（昭和45年） | 71,020人                               |  |
| 1975年（昭和50年） | 67,777人                               |  |
| 1980年（昭和55年） | 67,811人                               |  |
| 1985年（昭和60年） | 67,960人                               |  |
| 1990年（平成2年） | 65,541人                               |  |
| 1995年（平成7年） | 63,819人                               |  |
| 2000年（平成12年） | 62,349人                               |  |
| 2005年（平成17年） | 60,809人                               |  |
| 2010年（平成22年） | 59,008人                               |  |
| 2015年（平成27年） | 56,258人                               |  |
| 2020年（令和2年） | 52,771人                               |  |

### 教育

#### 高等学校
公立
- 大分県立宇佐高等学校
- 大分県立宇佐産業科学高等学校
- 大分県立安心院高等学校

私立
- 柳ヶ浦高等学校

#### 中学校
市立
- 北部中学校
- 西部中学校
- 長洲中学校
- 宇佐中学校
- 駅川中学校
- 安心院中学校
- 院内中学校

#### 小学校
市立
- 天津小学校
- 長峰小学校
- 横山小学校
- 糸口小学校
- 高家小学校
- 八幡小学校
- 四日市北小学校
- 柳ケ浦小学校
- 長洲小学校
- 和間小学校
- 封戸小学校
- 北馬城小学校
- 宇佐小学校
- 西馬城小学校
- 駅館小学校
- 豊川小学校
- 四日市南小学校
- 深見小学校
  - 福貴野分校
- 安心院小学校
- 津房小学校
- 佐田小学校
- 南院内小学校
  - 羽馬礼分校
- 院内中部小学校
  - 上院内分校
- 院内北部小学校

## 交通

### 空港
最寄の空港は大分県国東市にある大分空港。宇佐市内から大分交通の空港特急バス「ノースライナー」が運行している。

### 鉄道路線

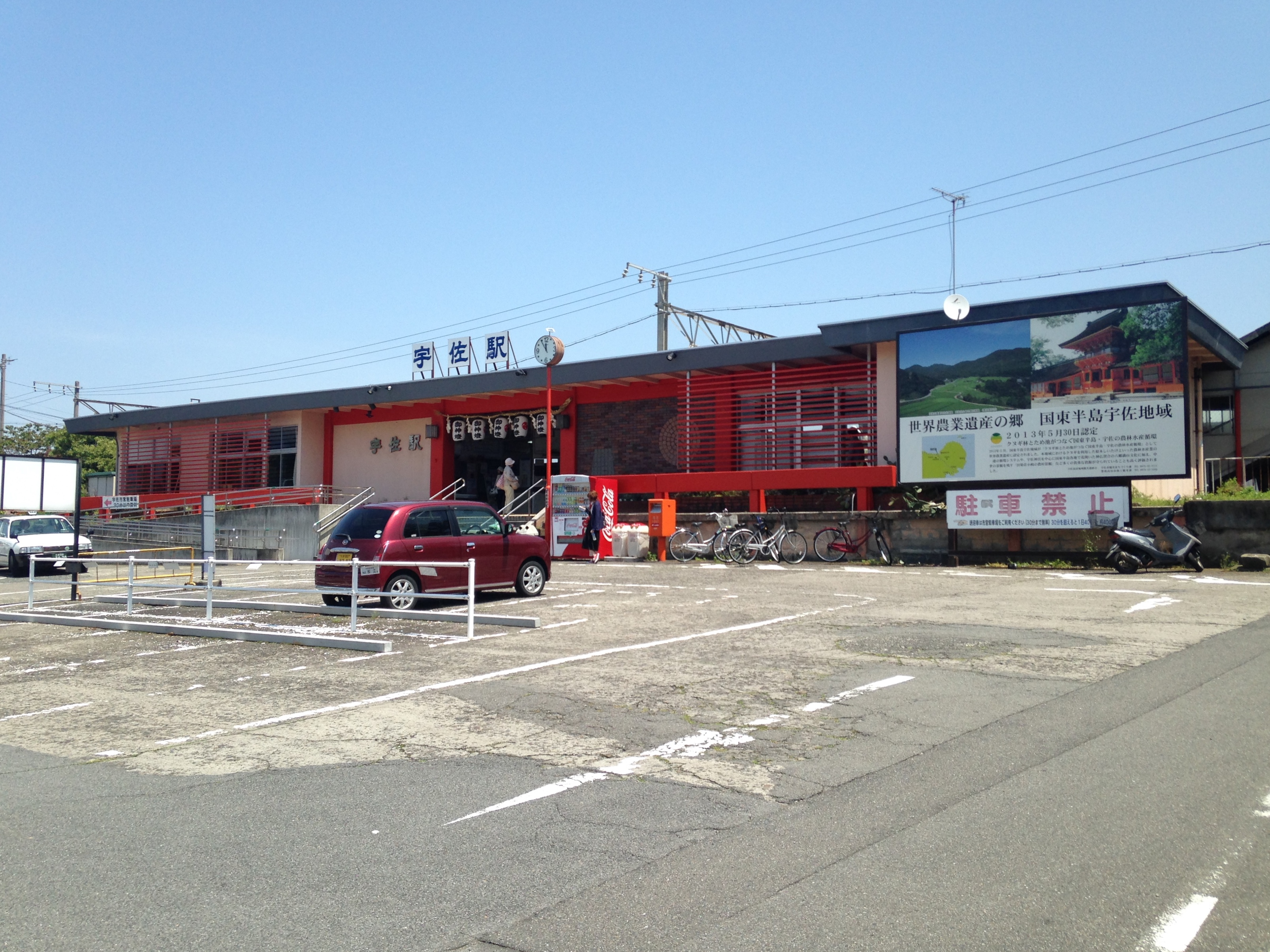
宇佐駅

市内に6駅があり、柳ケ浦駅・宇佐駅の2駅に特急列車が停車する。JTB時刻表では宇佐駅を中心駅としているが、宇佐市役所など官公庁へは柳ケ浦駅のほうが近い。宇佐市は旧豊前国の最南端で、豊後国との境界に位置する交通の要所であるため、普通列車の運行系統もここで分割される。
- 九州旅客鉄道（JR九州）
  - 日豊本線
    - 天津駅 - 豊前善光寺駅 - 柳ヶ浦駅 - 豊前長洲駅 - 宇佐駅 - 西屋敷駅

#### 廃止路線
- 大分交通豊州線 - 1953年廃止
- 大分交通宇佐参宮線 - 1965年廃止
  - いずれも旧宇佐市発足以前の廃止で、廃止後は大分交通の路線バスに代替された。現在は分離子会社の大交北部バスが運行している。

### バス
以下の路線がある。
※太字は宇佐市内の停車地
- 夜行高速バス「SORIN号」（大分バス・近鉄バスによる共同運行）
  - 京都市・大阪市・神戸市 - 法鏡寺
- 大分交通グループ（大分交通、大交北部バス） - 宇佐市内の路線と、宇佐市と周辺の中津市・豊後高田市・国東市・杵築市・日出町・別府市を結ぶ路線を運行する。
  - 空港特急バス「ノースライナー」
    - 大分空港 - 安岐町役場前 - 大田支所 - 豊後高田 - 宇佐駅前 - 宇佐八幡 - 法鏡寺 - 飛永 - 中津駅前 - 大貞車庫前

  - 宇佐駅前 - 豊後高田 - 真玉 - 香々地 - 竹田津港 - 国見支所前 - 伊美
  - 四日市 - 法鏡寺 - 宇佐駅前 - 豊後高田
  - 四日市 - 法鏡寺 - 柳ヶ浦 - 長洲支所前 - 豊後高田
  - 善光寺駅前 - 糸口 - 四日市
  - 善光寺駅前 - 乙女 - 四日市
  - 安心院支所 - 福貴野
  - 安心院支所 - 道の駅いんない - 法鏡寺 - 四日市 - 飛永 - 中津駅前
  - 安心院支所 - 津房 - 東椎屋の滝入口 - 仙人田茶屋
- 亀の井バス - 安心院地区の南端部（仙人田・アフリカンサファリ）と別府市を結ぶ路線。
  - 別府駅西口 - 鉄輪温泉 - 立命館アジア太平洋大学 - アフリカンサファリ - 仙人田
- 宇佐市コミュニティバス「ふれあい号」（各路線を概ね週2日運行）

### 道路

#### 高速道路・自動車専用道路
- 東九州自動車道
  - (9) 宇佐IC - (9-1) 院内IC - (9-2) 安心院IC - (9-3) 大分農業文化公園IC
- 宇佐道路（案内上は宇佐別府道路）
  - 山下交差点 - 四日市IC - (9) 宇佐IC

2015年3月1日に東九州自動車道の豊前IC - 宇佐IC間が開通し、翌2016年4月24日に福岡県内の椎田南IC - 豊前IC間が開通したことで北九州市をはじめ全国主要都市と高速道路で結ばれることになった。
宇佐IC以北は高速自動車国道であるが、以南は高速自動車国道に並行する一般国道自動車専用道路の宇佐別府道路の一部となっている。ただし案内上は宇佐IC以南も「東九州自動車道」となっており実質的に一体化している。また宇佐道路はその他の自動車専用道路である。

#### 一般国道
- 国道10号
- 国道213号
- 国道387号
  - 道の駅いんない
- 国道500号

#### 県道
主要地方道
- 大分県道23号中津高田線
- 大分県道27号耶馬溪院内線
- 大分県道42号山香院内線
- 大分県道44号宇佐本耶馬溪線
- 大分県道50号安心院湯布院線

一般県道
- 大分県道213号長洲宇佐線
- 大分県道215号長洲宇佐神宮線
- 大分県道409号下恵良九重線
- 大分県道526号柳ヶ瀬停車場線
- 大分県道527号豊前長洲停車場線
- 大分県道528号長洲港線
- 大分県道529号豊前善光寺停車場線
- 大分県道617号鳥越湯布院線
- 大分県道625号宇佐インター線
- 大分県道629号和気佐野線
- 大分県道656号尾永井猿渡線
- 大分県道658号佐田駅川線
- 大分県道659号津房木裳線
- 大分県道660号山袋久々姥線
- 大分県道661号下矢部宇佐線
- 大分県道662号下時枝今津停車場線
- 大分県道663号万田四日市線
- 大分県道664号円座中津線
- 大分県道666号深秣植野線
- 大分県道667号落合斉藤線
- 大分県道679号川上玖珠線
- 大分県道716号佐田山香線
- 大分県道717号久木野尾尾立線

## 名所・旧跡・観光スポット・祭事・催事

### 行事・伝統芸能
- 夏場には宇佐神宮で「夏越大祭」（なごしたいさい）、長洲地区では「みなとまつり」、四日市地区で「よさこいそうちこ七夕祭り」が開催。宇佐神宮ではほかにも放生会など種々行事がある。秋には四日市地区で「おとりこし」「天神祭」「こんこんちきりん」という祭それぞれ開催される。新年には駅川（えきせん）地区にある鷹栖観音にて「鬼会」（おにえ）が行われる。
- 全市的に行われる行事としては、伝統的な盆踊り「まっかせ踊り」と正月に行われるどんど焼き、4月21日には大師講由来の行事「おせったい」がある。まっかせ踊りについては、各地区の代表者たちが競演する「まっかせ大会」も開催されていたが、現在では中止されている。
  - 「まっかせ踊り」とは、「まっかせ」「れそ」「七つ拍子」「蹴出し」「浦辺の唐芋」「三つ拍子」「二つ拍子」「大津絵」などといった踊りからなる盆踊りである。これらすべてを踊るわけではなく、「まっかせ」と「れそ」を中心にして、あとは地区によって「浦辺の唐芋」を踊ったり、「蹴出し」や「大津絵」を踊ったりする。旧安心院町および旧院内町では、古い盆行事である「庭入り」が伝承されている。これは、全国的にも大分県と熊本県にしか見られないものである。庭入りを行なう地域は踊りの種類も多く、安心院町では7～8種類ほど踊るようである。
- 麻生（あそう）地区には「麻生神楽」（あそうかぐら）、院内町日岳（ひのたけ）地区には「日岳神楽」（ひのたけかぐら）という神楽が伝えられている。

### 施設・史跡

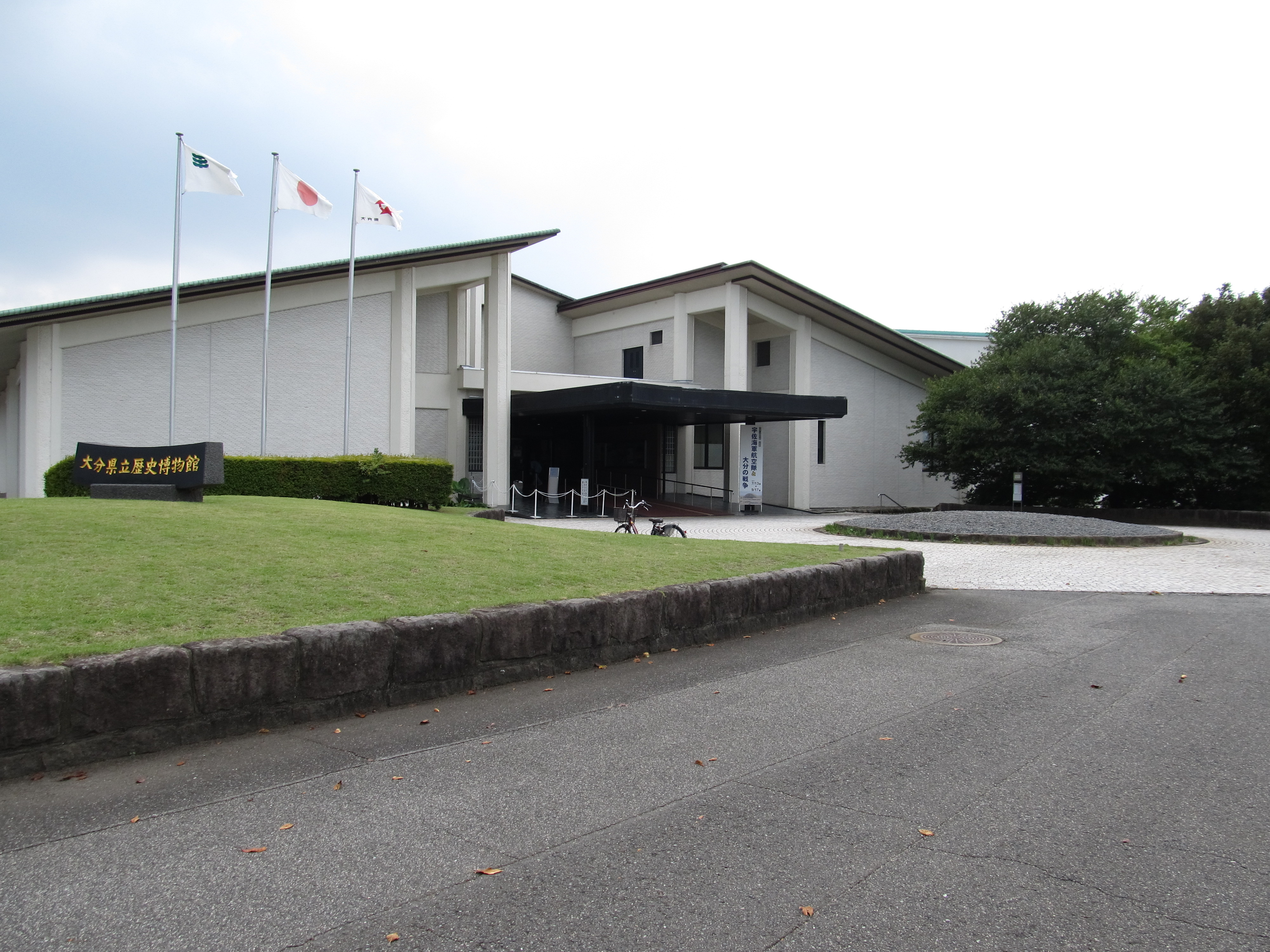
大分県立歴史博物館

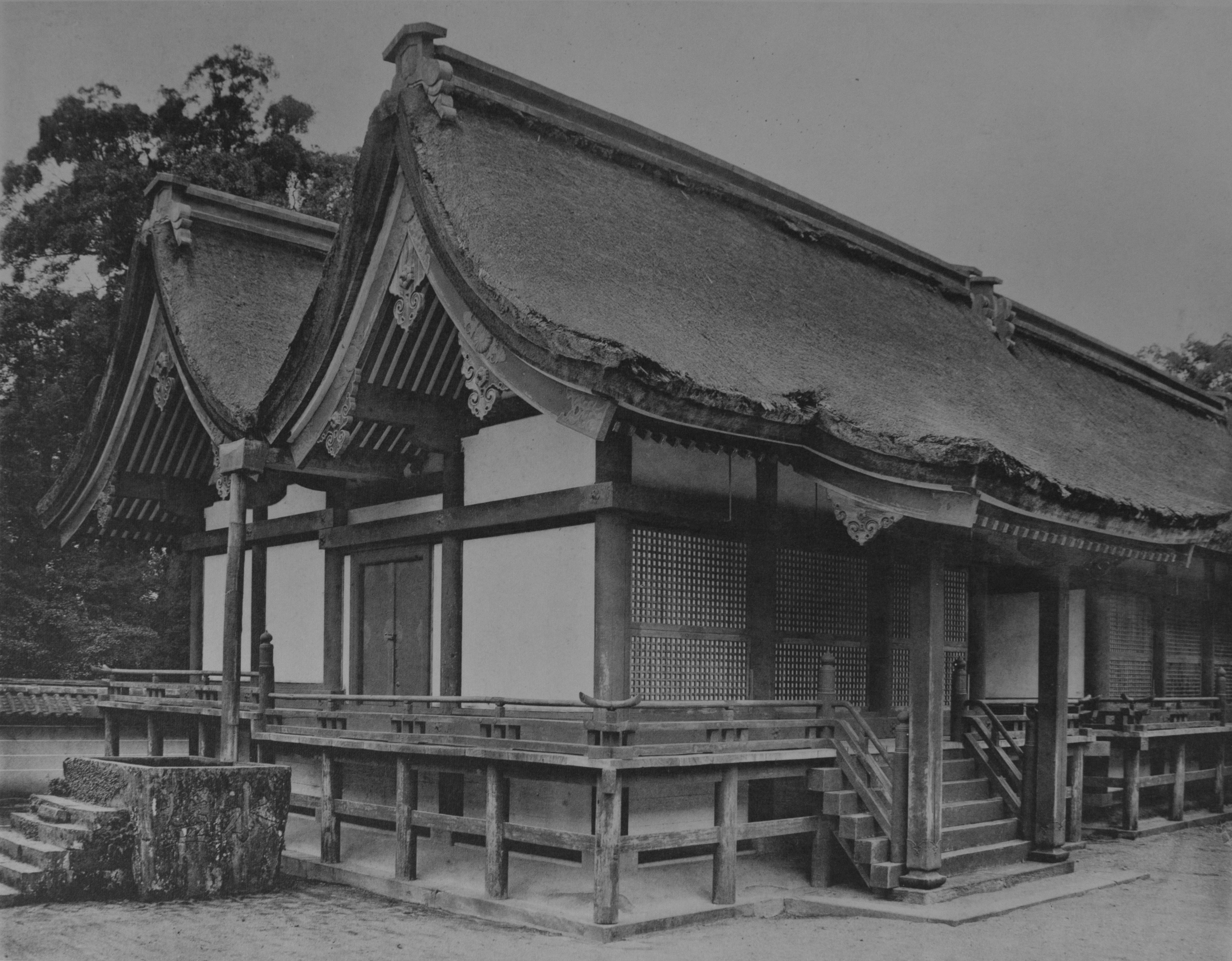
宇佐神宮本殿

- 古代の遺跡が数多い。駅館川沿いには東上田遺跡周辺に古墳群があり[5]、特にその下流の川部・高森古墳群は歴史公園「宇佐風土記の丘」として整備され、敷地内には「大分県立歴史博物館」が設置されている。また風土記の丘に隣接して総合運動公園が整備されており、屋内武道場、総合グラウンド（陸上競技・各種球技）、相撲場（屋根・各種設備つき）、アスレチック遊具場があり、相撲場では毎年、全国高等学校選抜相撲大会が開催される。
- 宇佐海軍航空隊の名残として、現在も航空隊の掩体壕跡、司令部跡、訓練標的跡などが残っており、戦跡として保存・整備されている。また駅館川周辺には横穴式の防空壕が多数残っている。
- 在地武士の居城であった「光岡城址」や、当地出身である大相撲の横綱#大横綱双葉山定次の生家なども観光用に整備されている。
- 宇佐神宮：全国四万といわれる八幡宮の総本社。
- 四日市別院：九州における浄土真宗の中核寺院で、かつては｢九州御坊｣として九州内の全真宗寺院を統括していた。現在は、真宗大谷派と浄土真宗本願寺派それぞれの別院がある。
  - 真宗大谷派四日市別院 - 大谷派の別院。
  - 本願寺四日市別院 - 本願寺派の別院。
- 大楽寺：木造弥勒仏及両脇侍像、木造四天王像は重要文化財である。
- 龍岩寺：阿弥陀如来坐像、薬師如来坐像、不動明王坐像の三尊像、奥の院礼堂は重要文化財である。

### 産物など
代表的な地元銘菓として、宇佐地区の「宇佐飴」がある。ほかに産物として、麦焼酎「いいちこ」が全国的に有名な三和酒類が駅川地区の山中に存在する。
ドジョウ料理が知られる。

### その他
- 九州自然動物公園アフリカンサファリ：旧安心院町にあるサファリパーク。九州最大級の規模を誇る。
- 四日市地区にある大乗院（寺院）には「鬼のミイラ」が保管されており、怪談関係の書籍などでしばしば取り上げられている。ミイラの正体は巨人症の女性といわれている。
- アメリカ合衆国では、宇佐に関して「戦後、米国では『Made in Japan』の製品は低品質というイメージがあったため、日本のある町が『Made in USA』を名乗ることができるようにUsaと改名した。」という都市伝説がある。ただし、これは現存する宇佐から思いついた冗談であろうとされる[8]。
- お神輿の発祥の地であり、から揚げの専門店の発祥の地でもある。
- 市名のローマ字表記とアメリカ合衆国の略称つづりが同じUSAであることにちなんだ看板やオブジェが存在する[9]。

### 百選
- 日本の滝百選：東椎屋の滝
- 棚田百選：両合棚田

## 宇佐市出身の著名人・有名人
- 佐田隆居（戦国武将、後に子孫は細川氏に帰順して肥後藩士となる）
- 佐田秀（花山院隊を率いた幕末の志士。隆居の子孫のうち佐田の庄屋となっていた分家の出身）
- 賀来惟熊（反射炉を建造して大砲を製造）
- 賀来飛霞（医者、本草学者。幕末三大本草学者に数えられる。生まれは現在の豊後高田市新町の佐田屋。のちに島原藩医として安心院などで本草学を学ぶ。）
- 南一郎平（日本三大疏水である安積疏水、琵琶湖疏水、那須疏水の工事に尽力）
- 大井憲太郎（衆議院議員、自由民権運動家）
- 神出元一（全国農業協同組合連合会理事長）
- 竹下数馬（国文学者）
- 麻生豊（『ノンキナトウサン』で知られる漫画家）
- 清瀬保二（作曲家）
- 双葉山定次（相撲史に残る名横綱。元相撲協会理事長）
- 豊ノ海義美（元大相撲力士、最高位は前頭18枚目）
- 玉ノ川正行（元大相撲の十両力士、元プロレスラー、本名は恵良正行）
- 山下和彦（元プロ野球選手・近鉄バファローズ等）
- 11代目桂文治（落語家　落語芸術協会）
- 垣添徹（元大相撲力士、最高位は小結）
- 西川周作（プロサッカー選手、浦和レッズ）
- 松原健（プロサッカー選手、横浜F・マリノス）
- 岩田智輝（プロサッカー選手、セルティックFC）
- 江口啓二（プロボクサー、第52代日本ミドル級チャンピオン・5度防衛）
- 広崎哲也（映画監督）
- 小田原潔（衆議院議員)
- 久保三郎（第2代千葉市長）
- 水之江浩（貴族院多額納税者議員）
- 油布郁人（陸上競技選手）
- 吉用清（剣術家、兵法「二天一流」第12代宗家）
- 永岡光治（元市長、参議院議員、名誉市民）
- 佐藤国彦（貴族院多額納税者議員）

## 宇佐市を舞台にした作品
- 映画『カラアゲ☆USA』（高橋愛主演）

## 郵便番号
- 四日市郵便局：879-04xx
- 長洲郵便局：872-00xx, 872-8xxx, 872-01xx[10]
- 安心院郵便局：872-05xx, 872-06xx, 872-07xx, 872-08xx, 872-03xx, 872-04xx
- 今津郵便局（中津市）：879-01xx
- 長峰郵便局：879-02xx
- 乙女郵便局：879-03xx
- 麻生郵便局：879-05xx
- 北馬城郵便局：879-11xx